# Cabras, Guanajuato
Cabras är en ort i Mexiko.   Den ligger i kommunen San Diego de la Unión och delstaten Guanajuato, i den centrala delen av landet, 290 km nordväst om huvudstaden Mexico City. Cabras ligger 2 088 meter över havet och antalet invånare är 151.
Terrängen runt Cabras är platt åt sydost, men åt nordväst är den kuperad. Runt Cabras är det ganska glesbefolkat, med 31 invånare per kvadratkilometer. Närmaste större samhälle är San Diego de la Unión, 11,2 km nordost om Cabras. Omgivningarna runt Cabras är i huvudsak ett öppet busklandskap.